# Liste der Monuments historiques in Cherbonnières
Die Liste der Monuments historiques in Cherbonnières führt die Monuments historiques in der französischen Gemeinde Cherbonnières auf.

## Liste der Objekte
| Bezeichnung | Beschreibung | Standort                         | Kennzeichnung | Schutzstatus | Datum | Bild |
| ----------- | --- | -------------------------------- | ------------- | ------------ | ----- | ---- |
| Glocke      | Bronze, 1630 gegossen; Inschrift: „IESUS MARIA I SUIS FAITE POUR ST SATURNIN DE CHERBONNIERES MRE MICHEL BERTHELOT PBR CURE DU LIEU A.IEHAN BERTHELOT LOUIS 1630“ | in der Kirche St-Saturnin (Lage) | PM17000071    | Classé       | 1908  |      |